# (37570) 1989 UD1
1989 UD1 (asteroide 37570) é um asteroide da cintura principal. Possui uma excentricidade de 0.12055800 e uma inclinação de 6.33780º.
Este asteroide foi descoberto no dia 25 de outubro de 1989 por Yoshiaki Oshima em Gekko.